# Mulat, Florida
Mulat, Florida (енгл. Mulat) насељено је место без административног статуса у америчкој савезној држави Флорида.

## Демографија
По попису из 2010. године број становника је 259.
| Група             | 2000.    | 2010.       |
| Белци             | 0 (0,0%) | 236 (91,1%) |
| Афроамериканци    | 0 (0,0%) | 1 (0,4%)    |
| Азијати           | 0 (0,0%) | 4 (1,5%)    |
| Хиспаноамериканци | 0 (0,0%) | 12 (4,6%)   |
| Укупно            | 0        | 259         |